# Kyot
Kyot de Provencaal, Kyot la schantiure (l'enchanteur, de tovenaar of le chanteur, de zanger) was volgens de Duitse poëet Wolfram von Eschenbach (ca. 1170 - kort na 1220) een Provençaalse dichter, die hem de brontekst verstuurde voor zijn Arthurroman Parzival. 

## Flegetanis
Wolfram noemt Kyot voor het eerst in Avontuur Acht van de Parzival en vervolgens in Avontuur Negen, waarin Wolfram uitlegt dat de Provençaal Kyot een Arabisch manuscript had ontdekt in het Moorse Dolet (Toledo) in Spanje.  Het manuscript zou zijn geschreven door Flegetanis, een gedoopte 'natuurvorser', astronoom en astroloog en afstammeling van Solomon, die de geheimen van de Heilige Graal in de sterren geschreven zag. Deze Flegetanis van het 'Israhelsche' geslacht, schreef over de avonturen van de graal. Van vaderszijde was Flegetanis een heiden. Zijn vader aanbad een kalf als god.
Volgens Flegetanis werd de graal op aarde door een hemelse schare achtergelaten. De menigte steeg daarna om haar onschuld weer op. Sindsdien moesten onschuldige, gedoopte 'mensenkinderen' zorg dragen voor de graal.

## Mazadan
Kyot moest eerst het abc van het 'toverschrift' zonder necromantie ontcijferen. Hij leerde Arabisch om het document van Flegetanis te kunnen lezen en reisde Europa door om meer over de Graal en de broederschap die de Graal beschermde te leren. Hij zocht in Latijnse boeken naar een kuis volk, dat geschikt was om zorg voor de graal te dragen. Hij las kronieken van 'Britane', 'Francriche' en 'Yrlant'. Kyot kwam ten slotte in 'Anschouwe' (Anjou), waar hij het geslacht van Mazadan vond en de familiegeschiedenis van Parzival en hij schreef er het verhaal, dat later door Wolfram opnieuw zou worden verteld. Tyturel stamde af van Mazadan en Frimutel was zijn zoon. Anfortas was de zoon van Frimutel. Anfortas zuster Herzeloyde trouwde met Gahmuret en Parzival was hun zoon. 
Wolfram verklaart dat hij Kyot pas laat in zijn verhaal noemt als volgt: Kyot had hem gevraagd anoniem te blijven tot het verhaal er de juiste gelegenheid toe bood. Diegene onder zijn toehoorders, die hadden getwijfeld aan zijn bron, zouden beschaamd staan, zodra de naam Kyot eenmaal gegeven zou zijn.

## Herkomst
Er werd eerder gedacht dat Guiot de Provins de historische persoon achter Kyot was, maar deze dichter kwam uit de noordelijke stad Provins en niet uit de zuidelijke Provence. Bovendien heeft diens overgeleverde werk niets uit te staan met de Graal of enige thematische overeenkomst met de Parzival. Volgens de meeste wetenschappers is Kyot een eigen vinding van Wolfram en is de Perceval of het verhaal van de Graal van Chrétien de Troyes (ca. 1140-1190), naast zijn eigen overvloedige creativiteit, zijn ware bron.

## Chrétien de Troyes
Chrétien de Troyes gaf zelf aan, dat hij zíjn verhaal schreef op basis van een boek, dat de Vlaamse graaf Filips van den Elzas (1142-1191) hem aanleverde. Als dit niet duidt op een puur vormelijke erkenning van auctoritas, is dit 'Gentse graalboek' in elk geval onbekend en kan het verloren zijn gegaan. Chrétien liet zijn werk onvoltooid.
Zelf zegt Wolfram daarover: 'Als Meester Cristjan van Troys dit verhaal onrecht heeft aangedaan, kan dat Kyot, die ons het ware verhaal heeft overgebracht, terecht vertoornen. De Provenzal vertelt waarachtig en volledig hoe Herzeloydes kind de graal verwierf zoals hem was beschikt, nadat Anfortas die had verbeurd. Het ware verhaal en het slot van dit avontuur werden ons gezonden in dit land vanuit de Provenz. Ik, Wolfram von Eschenbach, wil nu niet meer daarvan vertellen dan wat de meester daarginds heeft verteld.'